# 桜井みき
桜井 みき（さくらい みき、8月1日 - ）は、日本の女性声優。埼玉県出身。EARLY WING所属。

## 出演

### テレビアニメ
- エアーアカデミー（エマ）
- 子猫のムスティ（ムスティ）

### ゲーム
- ガンガンピクシーズ（小鳥遊みみずく[2]）
- 女系家族（山王寺 麗）
- Memories Off ゆびきりの記憶（汐鐘京子）
- メモリーズオフ -Innocent Fille-（汐鐘京子[3]）
- 同窓会again（橘 みちる）
- 同窓会refrain（橘 みちる）
- 月煌－Luster－（朧月、クリスティーナ）

### ドラマCD
- 天然!絶滅ヒーロー!!（港みどり）

### 吹き替え
- ソード・レジェンド 失われたドラゴンの剣（英語版）（ミカ〈クリス・イェン〉）
- デス・クローン（英語版）（ルシンダ〈フィービー・ダラー〉）
- レーシング・スピード（英語版）（ダリア〈アマンダ・デ・マルティニス〉）